# Gusttavo Lima e Você
Gusttavo Lima e Você es el segundo álbum en vivo del cantante brasileño Gusttavo Lima, lanzado en 2011 por Som Livre. La grabación se realizó en la ciudad de Patos de Minas, en el interior de Minas Gerais, ciudad donde creció el cantante, y contó con una audiencia de 65 mil personas. El programa fue grabado el 3 de junio de 2011.

## Antecedentes y grabación
A principios de 2011, en una entrevista con un periódico local, el cantante reveló que quería grabar un DVD en la ciudad. También informó que ya eligió el nombre de la producción, Gusttavo Lima em Casa. En ese momento, Gusttavo estaba muy adelantado en el trabajo, con siete canciones listas para ser grabadas. También dijo que cumplió un sueño de su infancia, que era ir al escenario principal de Fenamilho. La grabación contó con una mega estructura, con un helicóptero, un equipo de 267 personas, pantallas gigantes y luces de alta tecnología. El cantante subió al escenario del Parque de la Exposición de la ciudad de Patos de Minas, en la Festa Nacional do Milho (Fiesta Nacional del Maíz), el 3 de junio, y contó con un público de 35.000 personas.

## Recepción de la crítica
Marcus Vinícius, del portal Terra, le dio al disco 9 de 10 puntos, diciendo que trae a un Gusttavo Lima evidentemente más maduro, más profesional y más consciente de su importancia en el actual escenario sertanejo. Sigue siendo el que más directamente llega al público objetivo. Sus arreglos son de lo más sencillos, lo que hace que las canciones sean más directas y de fácil asimilación.

## Pistas
El show duró tres horas y se interpretaron veintinueve temas, pero solo veintitrés formaron parte del disco, entre ellos sus grandes éxitos y 11 temas nuevos.
| N.º   | Título                             | Duración |  |
| 1.    | «Cor de Ouro»                      | 3:26     |  |
| 2.    | «Balada»                           | 3:21     |  |
| 3.    | «Demais da Conta»                  | 2:32     |  |
| 4.    | «Eu Vou Tentando Te Agarrar»       | 3:25     |  |
| 5.    | «Arrasta»                          | 2:43     |  |
| 6.    | «Fora do Comum»                    | 2:49     |  |
| 7.    | «Refém»                            | 4:09     |  |
| 8.    | «Tornado»                          | 1:58     |  |
| 9.    | «Calafrio»                         | 1:57     |  |
| 10.   | «Inventor dos Amores»              | 3:17     |  |
| 11.   | «60 Segundos»                      | 3:11     |  |
| 12.   | «Quem Tem Sorte é Sortero»         | 2:54     |  |
| 13.   | «Chora, Chora»                     | 2:47     |  |
| 14.   | «Se Não Quer Me Amar»              | 3:09     |  |
| 15.   | «O Amor Não Foi Feito Pra Dividir» | 2:50     |  |
| 16.   | «Às Vezes Sim, Às Vezes Não»       | 2:46     |  |
| 17.   | «Rosas, Versos e Vinhos»           | 3:46     |  |
| 18.   | «Eu Te Achei»                      | 3:13     |  |
| 19.   | «Eu Vou»                           | 3:11     |  |
| 20.   | «Coração / Revelação»              | 3:23     |  |
| 21.   | «Caso Consumado»                   | 2:37     |  |
| 22.   | «Furacão»                          | 2:27     |  |
| 23.   | «Viva Intensamente»                | 3:20     |  |
| 34:16 |                                    |          |  |

## Posicionamiento
En la semana inicial, que comenzó el 10 de octubre, el álbum debutó en el número ocho del CD - TOP 20 Weekly ABPD y fue el mejor debut de la semana. La semana siguiente, el álbum alcanzó el puesto número siete y fue el pico más alto en esta lista.
| Mesa musical (2011-2012)                | Mejor </br> posición |
| --------------------------------------- | -------------------- |
| Brasil - CD - TOP 20 ABPD Semanal       | 7                    |
| Portugal - Lista de DVD portuguesa      | 6                    |
| Portugal - Lista de álbumes portugueses | 19                   |

### Certificaciones
| País / Asociación | Certificación |
| ----------------- | ------------- |
| Brasil / ABPD     | Platino       |